# Шуганское сельское поселение
Шуганское се́льское поселе́ние — муниципальное образование в Муслюмовском районе Татарстана Российской Федерации.
Административный центр — село Русский Шуган.

## География
Озёра: Прорва, Акайское, Осинка, Мочальное, Островского, Вилово, Кривое и др.

## История
Статус и границы сельского поселения установлены Законом Республики Татарстан от 31 января 2005 года № 30-ЗРТ «Об установлении границ территорий и статусе муниципального образования „Муслюмовский муниципальный район“ и муниципальных образований в его составе».

## Население
| 2010 | 2011 | 2012 | 2013 | 2014 | 2015 | 2016 | 2017 | 2018 |
| ---- | ---- | ---- | ---- | ---- | ---- | ---- | ---- | ---- |
| 567  | ↘565 | ↘538 | ↘529 | →529 | ↘523 | ↘514 | ↘503 | ↘486 |

## Состав сельского поселения
| № | Населённый пункт   | Тип населённого пункта       | Население |
| - | ------------------ | ---------------------------- | --------- |
| 1 | Островка           | деревня                      |           |
| 2 | Русский Шуган      | село, административный центр |           |
| 3 | Старая Смыловка    | село                         |           |
| 4 | Татарская Смыловка | деревня                      |           |